# 羅伯茲山
85°32′S 177°5′W / 85.533°S 177.083°W
羅伯茲山（英語：Roberts Massif）是南極洲的山丘，位於杜費克海岸，面積160平方公里，海拔高度超過2,700米，新西蘭的探險隊在1961至1962年首次踏足該山丘，現時由南極條約體系管理。